# Valbois
Valbois – miejscowość i gmina we Francji, w regionie Grand Est, w departamencie Moza.
Według danych na rok 1990 gminę zamieszkiwało 116 osób, a gęstość zaludnienia wynosiła 7 osób/km² (wśród 2335 gmin Lotaryngii Valbois plasuje się na 929. miejscu pod względem liczby ludności, natomiast pod względem powierzchni na miejscu 281.).